# Balboura
Koordinaten: 36° 57′ N, 29° 35′ O
Balboura (altgriechisch Βάλβουρα) ist eine antike Stadt in Kleinasien, im nördlichen Lykien in der Türkei.
Als mythischer Gründer der Stadt galt der lykische Räuber Balburos. Balboura gehörte in späthellenistischer Zeit zu einem Vierstädtebund (Tetrapolis) unter Führung Kibyras, der etwa 84–82 v. Chr. von den Römern aufgelöst wurde. Die Stadt war danach Mitglied des Lykischen Bundes und wurde mit diesem ein Teil der Provinz Lycia et Pamphylia. In der Spätantike war die Stadt Sitz eines Bischofs; auf das Bistum geht das Titularbistum Balbura der römisch-katholischen Kirche zurück.
Die Stadt befand sich auf zwei Hügeln und einer darunterliegenden Ebene. An den Hängen der beiden Hügeln lag jeweils ein Theater, von dem Reste erhalten sind. Ferner sind einige Gräber erhalten, insbesondere Sarkophage.